# Noor Kamerbeek
Noor Kamerbeek (Den Haag, 29 april 1957) is een Nederlands fluitiste.
Kamerbeek studeerde fluit aan het Utrechts Conservatorium en het Sweelinck Conservatorium in Amsterdam. Ze behaalde het diploma Uitvoerend Musicus met onderscheiding. In 1974 was ze winnares van het Prinses Christina Concours. Toen ze nog studeerde was ze gedurende vijf jaar eerste fluitiste van het Europese Gemeenschap Jeugd Orkest. In de jaren 1981-1991 was ze solofluitiste van het Chamber Orchestra of Europe. Sindsdien is ze actief als freelance fluitiste in orkesten, kamermuziekensembles en als soliste. 
Vanaf 1986 werkt Kamerbeek ook als muziekjournaliste, -programmeur en -organisator. Ze maakte radioreportages over klassieke muziek en schreef recensies in het muziektijdschrift Luister. Van 1994 tot 2003 was ze de initiatiefnemer en muziekprogrammeur van de Stichting Raadhuisconcerten in Hilversum. In 2001 verzorgde Kamerbeek de muziekkeuze bij de tentoonstelling Muziek, Oorlog en Vrede in het Legermuseum in Delft. In 2004-05 was ze assistent-programmeur van Muziekgebouw aan 't IJ in Amsterdam. In de jaren 1995-2006 stelde ze de muziek samen voor het radioprogramma Vroege Vogels. Verder was ze in de jaren 2002-04 lid van het programmateam van het Radio 4-programma Vincent na Middernacht voor de NPS. Sinds 2006 is ze initiatiefnemer en programmeur van het Huygens Muziekfestival in Voorburg. Sinds september 2007 maakt zij het Radio 4-programma Componist van de Week. In opdracht van het Orlando Festival schreef zij in 2006 het jubileumboek 'Kamermuziek als missie'.
Kamerbeek is getrouwd met de musicoloog en componist Leo Samama. 